# Vedran Zrnić
Vedran Zrnić (* 26. September 1979 in Zagreb) ist ein ehemaliger kroatischer Handballspieler. Seine Spielposition war Rechtsaußen.

## Karriere
Zrnić stand ab 2006 beim Handball-Bundesligisten VfL Gummersbach unter Vertrag. Im Sommer 2013 wurde er vom VfL freigestellt. Der Verein erklärte, dass man trotz bis 2015 laufenden Vertrags nicht mehr mit Zrnić plane. Hintergrund waren Rechtsstreitigkeiten um Gehaltszahlungen und Zuschüsse zur Krankenversicherung des Spielers. Anschließend lief Zrnić für die zweite Mannschaft des VfL in der 3. Liga auf. Am 30. September 2013 wurde schließlich sein Vertrag mit dem VfL aufgelöst. Nachdem Zrnić anschließend vereinslos war, schloss er sich am 12. November 2013 dem polnischen Erstligisten Wisła Płock an. Nach der Vizemeisterschaft 2014 verließ er den Verein und war zunächst einige Zeit vereinslos. Erst Ende Oktober 2014 unterschrieb er beim türkischen Champions-League-Teilnehmer Beşiktaş Istanbul, wo er gemeinsam mit seinem Landsmann Ivan Ninčević die Flügelzange bildete. Ab dem Sommer 2015 steht er beim kroatischen Verein RK Našice unter Vertrag. Im Sommer 2019 beendete er seine Karriere.
Für die Kroatische Männer-Handballnationalmannschaft bestritt er 133 Länderspiele und warf dabei 270 Tore. 2003 wurde er Weltmeister sowie 2004 Olympiasieger.
Zrnić ist verheiratet und hat als Beruf Elektrotechniker gelernt.

## Erfolge
- Handballweltmeister 2003
- Silbermedaille bei der Weltmeisterschaft 2005 und 2009
- Olympiasieger 2004
- Silbermedaille bei der Europameisterschaft 2010
- All-Star-Team Weltmeisterschaft 2011
- 6× Kroatischer Meister mit Badel Zagreb
- 5× Kroatischer Pokalsieger mit Badel Zagreb
- 2× Champions-League-Finalist mit Badel Zagreb
- 1× Slowenischer Meister mit Prule 67 Ljubljana
- 1× Slowenischer Pokalsieger mit Prule 67 Ljubljana
- 1× EHF-Pokal 2009 mit dem VfL Gummersbach
- 2× Europapokal der Pokalsieger 2010 und 2011 mit dem VfL Gummersbach